# Плотбище (Кировская область)
 Плотбище  — посёлок в Малмыжском районе Кировской области. Административный центр  Плотбищенское сельского поселения.

## Население
| 2010 |
| ---- |
| 484  |

## География
Расстояние до районного центра — 34 км. Высота над уровнем моря — 73 м. 